# Pipistrellus kuhlii
El murciélago de borde claro (Pipistrellus kuhlii) es una especie de murciélago microquiróptero de la familia Vespertilionidae. Suele vivir en colonias con un máximo de veinte individuos.

## Morfología
Es un murciélago de hocico gordo y corto y orejas triangulares, provistas de un tragus de punta redondeada. La cola solamente sobresale 1 mm del uropatagio y el quinto dedo mide unos 44 o 45 mm de largura. El color del pelaje es variable. En general, la región dorsal presenta tonalidades marrón amarillenta o marrón rojizas, y la ventral, grises claras o blancas grisáceas. Las orejas, el hocico y el patagio son de color marrón oscuro. El borde posterior de la membrana alar comprendida entre el quinto dedo y el pie se observa una franja blanca de unos 2 mm de grueso, muy visible y bien delimitada. 
Dimensiones corporales: cabeza + cuerpo (40 - 50 mm), cola (30 - 40 mm), antebrazo (28 - 37 mm) y envergadura de alas (210 - 230 mm).
Peso: 5 - 10 g.

## Hábitat
Vive en toda clase de ambientes, incluso las áreas habitadas por el hombre, sin ocupar, sin embargo, las poblaciones humanas demasiado grandes. Normalmente se refugia a las fisuras de las rocas o en grietas de construcciones humanas.

## Costumbres
Sale de su refugio cuando anochece y caza alrededor de las farolas, en el agua o la vegetación, con un vuelo rápido y hábil

## Especies similares
Pipistrellus nathusii: poco más o menos del mismo tamaño; puede presentar también una franja más clara en los alrededores del patagio, pero no tan blanca ni bien delimitada. 
Pipistrellus pipistrellus: se caracteriza por un quinto dedo más corto, de menos de 43 mm. 